# Římskokatolická farnost Žulová
Římskokatolická farnost Žulová je územní společenství římských katolíků v rámci děkanátu Jeseník ostravsko-opavské diecéze.

## Historie
Žulová původně byla součástí farnosti Skorošice a místní obyvatelé buď docházeli na bohoslužby tam, nebo na Boží horu, kde již tehdy stál poutní kostelík. Ten byl ale zrušen v rámci Josefinských reforem v roce 1785.
V roce 1793 byla Žulová povýšena na město a v souvislosti s tím začalo úsilí místních o zřízení vlastní farnosti. Vratislavské biskupství poskytlo tehdy městu ruinu hradu Frýdberk nad městem. Dne 4. března 1809 byla zahájena stavba kostela v prostoru zříceniny hradu. Hradní věž byla adaptována na zvonici, k níž byla přistavěna jednoduchá kostelní lóď. V rámci obvodových zdí někdejšího hradu byl pak založen hřbitov. Dne 4. listopadu 1810 byl kostel vysvěcen, dedikován svatému Josefovi a předán pro bohoslužebné účely. V roce 1813 byla při kostele zřízena lokálie, ze které byla v roce 1870 vytvořena samostatná farnost. Dovybavování a vylepšování kostela pak trvalo až do roku 1900.
V letech 1878–1890 bylo obnoveno poutní místo na Boží hoře u Žulové a byl zde na místě starší stavby postaven novogotický kostelík, zasvěcený Panně Marii Bolestné.
Farnost Žulová je administrována ex currendo z Vápenné. Ve farnosti pokračuje tradice poutí na Boží horu.

## Bohoslužby
| Kostel                      | Místo            | Bohoslužba           | Bohoslužba           | Poznámka     |
| --------------------------- | ---------------- | -------------------- | -------------------- | ------------ |
| Kostel sv. Josefa           | Žulová           | sobota               | 17.00                | farní kostel |
| Kostel Panny Marie Bolestné | Žulová-Boží hora | dle ohlášení - poutě | dle ohlášení - poutě | poutní kaple |